# Parroquia San Isidro (Bolívar)
La parroquia San Isidro también escrito San Isidro es el nombre que recibe una de las 3 divisiones administrativas en las que se encuentra organizado el Municipio Sifontes al este del Estado Bolívar y del país sudamericano de Venezuela.

## Historia
El territorio fue explorado y colonizado por los españoles y formó parte de la Provincia de Nueva Andalucía y Paria entre 1568 y 1777 y de la Capitanía General de Venezuela desde 1777. Además perteneció a la Provincia de Guayana entre 1585 y 1864. Parte de su territorio además formó parte del Cantón Upata entre 1840 y 1875. Desde 1901 es parte del Estado Bolívar. 
Su frontera este es objeto de una disputa histórica de Venezuela con Guyana (antes con el Reino Unido) que comenzó en 1899 con el Laudo Arbitral de París (declarado nulo e irrito por Venezuela) en el área conocida como Guayana Esequiba, administrada por Guyana pero reclamada por el estado venezolano.

## Geografía
La región posee una superficie aproximada de 682 000 hectáreas o 6820 kilómetros cuadrados. Limita al norte con la Parroquia Dalla Acosta, al Este con el Territorio de la Guayana Esequiba o Zona en Reclamación, y al sur y al oeste con el Municipio Gran Sabana . 
Según estimaciones de 2018 tiene una población aproximada de 11 860 personas.

### Lugares de interés
- Cerro Desayuno
- Cerro La Virgen
- Las Claritas
- Cerro Lema
- San Miguel de Betania
- Comunidad Joboshirima
- Comunidad Apanao
- Río Cuyuní
- Río Carrao
- Laguna Verde